# 鏑木清方
鏑木 清方（かぶらき きよかた、1878年（明治11年）8月31日 - 1972年（昭和47年）3月2日）は、明治期から昭和期にかけての浮世絵師・日本画家・随筆家。なお、姓は「かぶらぎ」でなく「かぶらき」と読むのが正しい。
近代日本の美人画家として上村松園、彼の門下より出た伊東深水と並び称せられる。清方の作品は風景画などはまれで、ほとんどが人物画であり、単なる美人画というよりは明治時代の東京の風俗を写した風俗画というべき作品が多い。

## 経歴
清方は1878年、東京・神田佐久間町に生まれた。本名は健一。元は條野（条野）姓であったが、1895年に母方の家督を継ぎ鏑木姓となった。父は条野採菊といい、ジャーナリストでありながら山々亭有人と号した幕末の人情本作家であった。13歳となる1891年（明治24年）7月、浮世絵師の系譜を引く水野年方に入門した。翌年には家庭の事情により神田の東京英語学校をやめ、画業に専心している。1893年（明治26年）に師の年方から「清方」の雅号を贈られた。この頃の清方は鷺流の狂言も学んでおり、同年には日本橋倶楽部で狂言師として初舞台も踏んでいる。17歳ころから清方の父親･採菊が経営していた「やまと新聞」に挿絵を描き始め、続いて「東北新聞」や「九州日報」などの地方新聞や諸雑誌などに挿絵を描き、十代にしてすでにプロの挿絵画家として活躍していた。師である年方もまた「やまと新聞」に挿絵を描いており、年方が展覧会出品の作品制作に向かうにつれ、清方も20歳となった1897年（明治30年）の第2回日本絵画協会（絵協）展に初めて「ひなた」を出品した。７月には小説雑誌「新著月刊」に口絵を描き、尾崎紅葉と出会うきっかけとなった。清方は以降も絵協に出典を重ねながら、「新著月刊」や「新小説」の口絵、人民新聞社や読売新聞社へ入社して挿絵を描いた。美人画や風俗画家としての活動も始めるが、1901年（明治34年）に泉鏡花と知り合い、その挿絵を描いたことや幼少時の環境からも終世、江戸情緒及び浮世絵の美とは離れることがなかった。
鏡花と出会った1901年には、仲間の画家である鰭崎英朋、池田輝方、池田蕉園、大野静方、河合英忠、山中古洞、山村耕花らと共に烏合会（うごうかい）を結成した。このころから、「本絵」（「挿絵」に対する独立した絵画作品の意）の制作に本格的に取り組みはじめ、烏合会の展覧会がおもな発表場所となる。初期の代表作として『一葉女史の墓』（1902年）がある。少年期から樋口一葉を愛読した清方は、一葉の肖像や、一葉作品をモチーフにした作品をいくつか残している。その後1916年（大正5年）には結城素明、吉川霊華（きっかわれいか）、平福百穂（ひらふくひゃくすい）、松岡映丘らと金鈴社を結成、特に映丘と親交を深めた。しかしながら清方自身はこうした会派、党派的活動には関心があまりなかったようだ。1927年（昭和2年）、第8回帝展に出品した代表作『築地明石町』は帝国美術院賞を受賞した。このころから大家としての評価が定まったが、清方はその後も「本絵」制作のかたわら挿絵画家としての活動も続けた。鏡花の影響を受けた清方自身も文章をよくし、『こしかたの記』などいくつかの随筆集を残している。
1929年（昭和4年）には帝国美術院会員に選出されるが、1936年（昭和11年）年に平生文相が示した美術院改革案に反対して横山大観らとともに会員を辞任する。その後、1937年（昭和12年）に帝国美術院が改組して帝国芸術院が発足すると改めて芸術院会員となった。
1944年（昭和19年）7月1日に帝室技芸員となった。同年、この年から始まった新文展の審査員に就任。

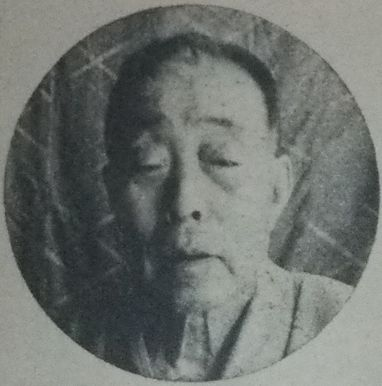
1951年（昭和26年）頃

第二次大戦の空襲で東京の自宅が焼け、終戦後、1946年から鎌倉市雪ノ下に自宅を構えて晩年は同地に住んだ。関東大震災と第二次大戦による空襲という2つの災害によって、清方がこよなく愛した明治時代の古き良き東京の風景は消え去ってしまったが、清方は自分がこよなく愛した東京の下町風俗や当世風の美人を終生描き続け、戦後も日展を中心として作品の発表を続けた。1954年（昭和29年）、文化功労者表彰を受け、同年には文化勲章を受章した。明治、大正、昭和を生き抜いた清方は1972年（昭和47年）、鎌倉市雪ノ下の自宅で老衰により93歳で没した。晩年を過ごした雪ノ下の自宅跡には鎌倉市鏑木清方記念美術館が建てられている。墓所は台東区の谷中霊園にある。
挿絵画家出身で、浮世絵の流れもくむ清方の画風は全体の画面構成などには浮世絵風の古風なところもあるが、人物の容貌だけでなく内面の心理まで描き尽くす描写には高い技量と近代性、芸術性が見られる。重要文化財指定の『三遊亭円朝像』（1930年・昭和5年）は、清方には珍しい壮年男性の肖像であるが、幼き日に父を通じて出会い、画家になるのを勧め、栃木方面に取材に連れ出したこともある恩人を敬愛を込めて描き上げた代表作の一つに数えられている。
清方の門人は数多く明治30年に入門した門井掬水を筆頭に、林緑水、石井滴水、西田青坡、松田青風、伊東深水、山川秀峰、寺島紫明、笠松紫浪、柿内青葉、大久保青園、川瀬巴水、小早川清、鳥居言人、古屋台軒、北川一雄、桜井霞洞、大林千萬樹、増原宗一、山田喜作、天沼青蒲、千島華洋、林杏華、津村青芽、野口青華、岡本更園らがいた。また、1899年（明治32年）頃、尾上多賀之丞 (3代目)  も清方に入門していた。

## 代表作
| 作品名                   | 技法             | 形状・員数 | 寸法（縦x横cm）                              | 所有者                     | 年代     | 出品展覧会                                           | 落款・印章 | 備考 |
| ------------------------ | ---------------- | ---------- | -------------------------------------------- | -------------------------- | -------- | ---------------------------------------------------- | ---------- | --- |
| 暮れゆく沼               | 絹本著色         | 1幅        | 112.5x71.3                                   | 鎌倉市鏑木清方記念美術館   | 1900年   | 第8回日本絵画協会第3回日本美術院連合絵画共進会       |            | |
| 八幡鐘図                 | 絹本著色         | 1幅        | 106.0x40.5                                   | 逸翁美術館                 | 1901年   | 烏合会第2回展                                        |            | 八幡鐘とは、富岡八幡宮の時の鐘の事で、遊里での後朝の別れを暗示する。烏合会初の試みとして、「東京十五区」の画題を設定し、清方がそれに応えた作品。同年暮れに小林一三が7円で購入。                                          |
| 一葉女史の墓             | 絹本著色         | 1幅        | 128.7x71.0                                   | 鎌倉市鏑木清方記念美術館   | 1902年   | 烏合会第5回展                                        |            | |
| 孤児院                   | 絹本著色         | 1幅        | 189.0x117.4                                  | 鎌倉市鏑木清方記念美術館   | 1902年   | 第13回日本絵画協会第8回日本美術院連合絵画共進会銅牌  |            | |
| 秋宵                     | 絹本著色         | 1幅        | 154.4x70.8                                   | 鎌倉市鏑木清方記念美術館   | 1903年   | 第15回日本絵画協会第10回日本美術院連合絵画共進会銅牌 |            | |
| 深沙大王                 | 絹本著色         | 1幅        | 169.0x85.5                                   | 鎌倉市鏑木清方記念美術館   | 1904年   | 烏合会第10回展                                       |            | |
| 佃島の秋                 | 絹本著色         | 額1面      | 101.6x70.0                                   | 個人                       | 1904年   | 烏合会第10回展                                       |            | |
| 教誨                     | 絹本著色         | 額1面      | 84.0x58.0                                    | 鎌倉市鏑木清方記念美術館   | 1905年   | 烏合会第12回展                                       |            | |
| 嫁ぐ人                   | 絹本著色         | 1幅        | 182.8x115.4                                  | 鎌倉市鏑木清方記念美術館   | 1907年   | 東京勧業博覧会                                       |            | |
| 曲亭馬琴                 | 絹本著色         | 額1面      | 116.3x172.8                                  | 鎌倉市鏑木清方記念美術館   | 1907年   |                                                      |            | |
| 春雨                     | 絹本著色         | 1幅        | 126.9x70.5                                   | 個人                       | 1908年   | 烏合会第18回展                                       |            | |
| 花ふふき 落葉時雨        | 絹本著色         | 双幅       | 156.0x71.0（各）                             | 永青文庫                   | 1908年   | 国画玉成会主催日本絵画展覧会三等賞三席               |            | 同展に一等・二等は該当作品無し。 |
| 抱一上人                 | 絹本著色         | 額3面      | 左右：83.3x12.3（各） 中：40.5x35.0          | 永青文庫                   | 1909年   | 烏合会第19回展                                       |            | |
| 若き人々                 | 絹本著色         | 二曲一双   | 159.2x153.4（各）                            | 個人                       | 1912年   | 巽画会第12回展                                       |            | |
| 刺青の女                 | 絹本著色         | 1幅        | 127.0x50.7                                   | 福富太郎コレクション資料室 | 1913年頃 | 郷土会第4回展                                        |            | |
| 野崎村                   | 絹本著色         | 額1面      | 156.0x94.5                                   | 日本芸術文化振興会         | 1914年   | 国民美術協会展                                       |            | |
| 墨田河舟遊               | 絹本著色         | 六曲一双   | 168.0x362.0（各）                            | 東京国立近代美術館         | 1914年   | 第8回文展                                            |            | |
| 露の干ぬ間               | 絹本著色         | 六曲一双   | 170.5x375.3（各）                            | 喜寿会                     | 1916年   |                                                      |            | 同年の第10回文展のために制作するが間に合わず。 |
| 江の島 箱根              | 絹本著色         | 双幅       | 230.5x70.5（各）                             | 横須賀美術館               | 1916年   | 三越第十五回絵画展覧会（大阪三越）                   |            | |
| 薄雪                     | 絹本著色         | 1幅        | 186.0x85.0                                   | 福富太郎コレクション資料室 | 1917年   | 金鈴社第1回展                                        |            | |
| 黒髪                     | 絹本著色         | 四曲一双   | 191.3x364.0（各）                            | 個人                       | 1917年   | 第11回文展特選第1席                                  |            | |
| 温泉の秋（いでゆの夕）   | 紙本著色         | 1幅        | 46.0x91.2                                    | 福富太郎コレクション資料室 | 1917年   | 金鈴社第2回展                                        |            | |
| 早春                     | 絹本著色         | 二曲一隻   | 169.7x185.2                                  | 鎌倉市鏑木清方記念美術館   | 1918年   | 金鈴社第3回展                                        |            | 元は展覧会のためではなく装飾用に描いた作。 |
| 遊女                     | 絹本著色         | 二曲一隻   | 161.1x169.8                                  | 横浜美術館                 | 1918年   | 金鈴社第3回展                                        |            | |
| 松と梅                   | 絹本著色焼金裏箔 | 額2面      | 169.0x176.0                                  | 秋田県立近代美術館         | 1918年   |                                                      |            | |
| 春の光                   | 絹本著色         | 二曲一双   | 172.5x174.0（各）                            | 名都美術館                 | 1919年   |                                                      |            | |
| 絵双紙屋の店             | 絹本著色         | 1幅        | 143.0x51.0（各）                             | 弥生美術館                 | 1919年   | 金鈴社第4回展                                        |            | |
| 道成寺（山づくし）・鷺娘 | 絹本著色         | 二曲一双   | 155.6x169.6                                  | 福富太郎コレクション資料室 | 1920年   | 金鈴社第5回展                                        |            | |
| 妖魚                     | 絹本著色         | 六曲一隻   | 151.7x351.6                                  | 福富太郎コレクション資料室 | 1920年   | 第2回帝展                                            |            | |
| 暮雲低迷                 | 絹本著色         | 六曲一双   | 139.0x290.0                                  | 横浜美術館                 | 1920年   | 郷土会第5回展                                        |            | |
| 雨月物語                 | 絹本著色         | 額8面      | 50.1x64.1～104.7                             | 霊友会妙一記念館           | 1921年   | 金鈴社第6回展                                        |            | |
| 夕立雲                   | 紙本著色         | 額1面      | 45.0x68.9                                    | 鎌倉市鏑木清方記念美術館   | 1922年   | 金鈴社第7回展                                        |            | |
| 笠の曲（娘道成寺）       | 紙本著色         | 額1面      | 57.2x72.5                                    | 鎌倉市鏑木清方記念美術館   | 1922年   | 金鈴社第7回展                                        |            | |
| 春の夜のうらみ           | 絹本著色         | 1幅        | 185.2x100.8                                  | 新潟県立近代美術館         | 1922年   | 第4回帝展                                            |            | |
| 桜姫                     | 絹本著色         | 1幅        | 135.4x50.2                                   | 新潟県立万代島美術館       | 1923年   | 郷土会第8回展                                        |            | |
| 朝涼（あさすず）         | 絹本著色         | 1幅        | 219.0x83.5                                   | 鎌倉市鏑木清方記念美術館   | 1925年   | 第6回帝展                                            |            | |
| 慶長風俗                 | 絹本著色         | 二曲一双   | 168.5x170.0（各）                            | 埼玉県立近代美術館         | 1925年頃 |                                                      |            | |
| 築地明石町               | 絹本著色         | 1幅        | 173.5×74.0                                   | 東京国立近代美術館         | 1927年   | 第8回帝展                                            |            | 44年間行方不明だったが、2019年に再発見された。モデルの江木ませ子は、清方の妻・照とは女学校時代の友人で、銀座の江木写真館に嫁いでいた。「新富町」「浜町河岸」と共に成す三部作の中心。                                     |
| 七夕                     | 絹本著色         | 六曲一双   | 171.0x378.0（各）                            | 大倉集古館                 | 1930年   | ローマ美術展覧会                                     |            | |
| 道成寺 鷺娘              | 絹本著色         | 双幅       | 183.0x74.5（各）                             | 鎌倉大谷記念美術館         | 1930年   | ローマ美術展覧会                                     |            | |
| 三遊亭円朝像             | 絹本著色         | 1幅        | 138.5x76.0                                   | 東京国立近代美術館         | 1930年   |                                                      |            | 重要文化財 |
| 慶喜恭順                 | 絹本著色         | 1幅        | 164.2x94.3                                   | 鎌倉市鏑木清方記念美術館   | 1931年   | 改組第1回帝展                                        |            | |
| 桜もみぢ                 | 紙本著色         | 二曲一双   | 168.2x169.4（各）                            | 鎌倉市鏑木清方記念美術館   | 1932年   | 七絃会第3回展                                        |            | |
| 讃春                     | 絹本著色         | 六曲一双   | 202.0x438.0                                  | 三の丸尚蔵館               | 1933年   |                                                      |            | 同年の御大礼記念に岩崎家から献上。 |
| 目黒の栢莚               | 絹本著色         | 1巻        | 53.8x489.0                                   | 東京国立近代美術館         | 1933年   | 七絃会第4回展                                        |            | |
| 明治風俗十二ヶ月         | 絹本著色         | 12幅       | 113.0x30.2                                   | 東京国立近代美術館         | 1935年   | 第2回個展「明治風俗」（日本橋三越）                  |            | |
| 初冬の花                 | 紙本著色         | 二曲一隻   | 147.0x149.0                                  | 東京国立近代美術館         | 1935年   | 七絃会第6回展                                        |            | |
| 伽羅                     | 絹本著色         | 1幅        | 70.5x91.0                                    | 山種美術館                 | 1936年   | 七絃会第7回展                                        |            | |
| お夏清十郎物語           | 絹本著色         | 6図        |                                              | 神奈川県立近代美術館       | 1939年   | 七絃会第10回展                                       |            | |
| 花ふぶき・落葉時雨       | 絹本著色         | 六曲一双   | 168.7x373.2（各）                            | 水野美術館                 | 1939年   |                                                      |            | 展覧会出品作ではなく依頼画 |
| 一葉                     | 絹本著色         | 1幅        | 143.5x79.5                                   | 東京藝術大学               | 1940年   | 紀元二千六百年奉祝展                                 |            | |
| たけくらべの美登利       | 絹本著色         | 額1面      | 58.0x72.8                                    | 京都国立近代美術館         | 1940年   | 七絃会第11回展                                       |            | |
| 藤懸博士寿像             | 絹本著色         | 1幅        | 129.0x68.0                                   | 古河歴史博物館             | 1941年   |                                                      |            | 美術史家・浮世絵研究者藤懸静也の還暦記念の寿像で、本人からの依頼で描かれた。右上には藤懸が紹介した岩佐又兵衛筆の歌仙絵が描き込まれている。ただし、同じシリーズの作品は20点ほど知られているが、画中と同一作品は所在不明。 |
| 寮の春雨                 | 絹本著色         | 六曲一隻   | 125.0x280.5                                  | 個人                       | 1942年   |                                                      |            | |
| 初東風                   | 絹本著色         | 1幅        | 63.2x76.8                                    | 東京国立近代美術館         | 1942年   | 日本画家報国会軍用機献納作品展                       |            | |
| 菊花節                   | 絹本著色         | 1幅        | 130.0x58.0                                   | 京都国立近代美術館         | 1942年   | 七絃会第13回展                                       |            | |
| 阿竹大日如来             | 絹本著色         | 1幅        | 149.3x72.3                                   | 個人                       | 1943年   | 第6回新文展                                          |            | |
| 春雪                     | 絹本著色         | 1幅        | 167.0x87.4                                   | サントリー美術館           | 1946年   | 第1回日展                                            |            | |
| 朝夕安居                 | 紙本著色         | 1巻        | 朝：42.20x124.0 昼：42.2x60.5 夜：42.2x158.6 | 鎌倉市鏑木清方記念美術館   | 1948年   | 第4回日展                                            |            | |
| 先師の面影               | 絹本著色         | 1幅        | 114.5x69.5                                   | 鎌倉市鏑木清方記念美術館   | 1949年   | 第5回日展                                            |            | 水野年方の肖像 |
| 大蘇芳年                 | 絹本著色         | 1幅        | 50.7x56.0                                    | 鎌倉市鏑木清方記念美術館   | 1950年   | 鏑木清方新作展                                       |            | |
| 春宵怨                   | 絹本著色         | 額1面      | 126.0x71.0                                   | 横浜美術館                 | 1951年   | 白寿会第4回展                                        |            | |
| 女役者粂八               | 絹本著色         | 額1面      | 96.4x57.0                                    | 鎌倉市鏑木清方記念美術館   | 1954年   |                                                      |            | |

## 主な文献
自編著
- 『こしかたの記』正・続（中央公論美術出版、のち中公文庫）
- 『鏑木清方文集』 山田肇編（全8巻、白凰社、1980-81年）
- 『紫陽花舎随筆』 山田肇編、六興出版、1978年／講談社文芸文庫、2018年（電子書籍も刊）
- 『随筆集 東京の四季』 山田肇編、岩波文庫、1987年
- 『随筆集 明治の東京』 山田肇編、岩波文庫、1989年
- 編著『風俗画大成』全8巻、復刻国書刊行会、1986年、編集委員の一員。

画集
- 『鏑木清方』、小島茂編、朝日新聞社〈アサヒグラフ別冊〉、 1986年8月
- 『市井の文人　鏑木清方』、塩川京子解説、大日本絵画、1991年
- 『鏑木清方　明治のおもかげ』、河北倫明・平山郁夫監修、大塚雄三編、学研〈巨匠の日本画6〉、1994年、新版2004年
- 『鏑木清方』 日本アートセンター編、池内紀解説、新潮社〈新潮日本美術文庫31〉、1997年。小著
- 『鏑木清方　清く潔くうるはしく』、宮崎徹・鎌倉市鏑木清方記念美術館編、東京美術、2014年
- 『鏑木清方原寸美術館』、鶴見香織編、小学館、2019年
- 『鏑木清方　逝きし明治のおもかげ』 平凡社〈別冊太陽 日本のこころ〉、2008年。鎌倉市鏑木清方記念美術館協力
- 『鏑木清方　市井に生きたまなざし』 平凡社〈別冊太陽 日本のこころ〉、2022年。同上・監修

展覧会図録
- 練馬区立美術館 新潟県立近代美術館編集 『開館10周年記念 大正期の日本画 金鈴社の五人展』、1995年11月3日
- 東京国立近代美術館 ほか編集 『鏑木清方展』 読売新聞社、1999年
- 国際アート編集・発行 『大正シック展 ‐ホノルル美術館所蔵品より‐』 2007年
- 鏑木清方記念美術館編集 『鏑木清方の系譜　‐師水野年方から清方の弟子たちへ‐』 2008年
- サントリー美術館編集 『清方ノスタルジア 名品でたどる鏑木清方の美の世界』 2009年11月18日
- 佐野美術館編集 『追憶の美人 日本画家 鏑木清方』 2014年4月5日
- 千葉市美術館編集 『鏑木清方と江戸の風情』 2014年9月9日
- 東京国立近代美術館 ほか編集 『没後50年 鏑木清方展』 2022年3月